# カルコンイソメラーゼ
カルコンイソメラーゼ(Chalcone isomerase、EC 5.5.1.6)は、次の化学反応を触媒する酵素である。
カルコン{\displaystyle \rightleftharpoons }フラバノン
従って、この酵素の基質はカルコンのみであり、生成物はフラバノンのみである。
この酵素はイソメラーゼ、特に分子間リアーゼに分類される。系統名は、フラバノンリアーゼであり、カルコン-フラバノンイソメラーゼとも呼ばれる。フラボノイドの生合成に関与する。
ペチュニア(Petunia hybrida)のゲノムは、非常によく似た2つの酵素ChiA及びChiBをコードする遺伝子を含むが、ChiAのみが機能を有するカルコンイソメラーゼをコードしていると考えられている。

## 構造
2007年末時点で、この分類の7つの三次構造が解かれており、蛋白質構造データバンクには、1EYP、1EYQ、1FM7、1FM8、1JEP、1JX0、1JX1の7つが収録されている。
カルコンイソメラーゼの核は、β(3)-α(2)-β-α(2)-β(3)で構成される2層の二次構造を持つ。

## 関連文献
- Moustafa E and Wong E (1967). “Purification and properties of chalcone-flavanone isomerase from soya bean seed”. Phytochemistry 6 (5):  625–632. doi:10.1016/S0031-9422(00)86001-X.